# Hiroshige Yanagimoto
Hiroshige Yanagimoto (Higashiōsaka, 15 ottobre 1972) è un ex calciatore giapponese.